# Kanton Saignelégier
Der Kanton Saignelégier (französisch Canton de Saint-Ursanne) war ein Kanton der Ersten Französischen Republik und des Ersten Kaiserreichs auf dem Gebiet des heutigen Kantons Jura in der Schweiz.

## Département Mont-Terrible
Er entstand am 23. März 1793 mit der vom französischen Nationalkonvent beschlossenen formellen Annexion der Raurakischen Republik. Der Kanton war Teil des Distrikts Pruntrut im neu geschaffenen Département Mont-Terrible und umfasste zwölf Gemeinden:
| - Goumois - La Chaux-des-Breuleux - Le Bémont - Le Noirmont - Le Peuchapatte - Les Bois | - Les Breuleux - Les Pommerats - Malnuit - Muriaux - Saignelégier (Hauptort) - Vautenaivre |

Laut einem Rundschreiben des Innenministeriums vom 7. Frimaire des Jahres VI (27. November 1797) zählte der Kanton Saignelégier 4639 Einwohner, von denen 1325 wahlberechtigt waren.

## Département Haut-Rhin
Gemäss dem Gesetz vom 28. Pluviôse des Jahres VIII (17. Februar 1800) wurde der Kanton Saint-Brais aufgehoben und mit dem Kanton Saignelégier vereinigt. Der vergrösserte Kanton gehörte neu zum Arrondissement Pruntrut im Département Haut-Rhin und umfasste 19 Gemeinden:
| - Cerniévillers - Goumois - La Chaux-des-Breuleux - La Joux - Le Bémont - Le Noirmont - Le Peuchapatte - Les Bois - Les Breuleux - Les Enfers | - Les Genevez - Les Pommerats - Malnuit - Montfaucon - Montfavergier - Muriaux - Saignelégier (Hauptort) - Saint-Brais - Vautenaivre |

Ausgehend von den Zahlen des Rundschreibens von 1797 zählte der Kanton Saignelégier 6745 Einwohner, davon 1900 Wahlberechtigte. Durch Beschluss des Wiener Kongresses vom 20. März 1815 wurde das Territorium dem Kanton Bern zugeschlagen; seit 1979 gehört es zum Kanton Jura.